# Шепелево (Владимирская область)
Шепелево — деревня во Владимирской области России, входит в состав муниципального образования город Владимир.

## География
Деревня расположена в 12 км на юго-восток от города Владимира.

## История
В конце XIX — начале XX века деревня входила в состав Погребищенской волости Владимирского уезда, с 1926 года — во Владимирской волости.
В 1859 году в деревне числилось 35 дворов, в 1905 году — 63 дворов, в 1926 году — 67 хозяйств и начальная школа.
С 1929 года деревня входила в состав Злобинского сельсовета Владимирского района, с 1965 года — в составе Пригородного сельсовета Суздальского района. В 2005 году деревня вошла в состав муниципального образования город Владимир.

## Население
| 1859 | 1905 | 1926 |
| ---- | ---- | ---- |
| 168  | 135  | 284  |

| 1859 | 1905 | 1926 | 2002 | 2010 | 2021 |
| ---- | ---- | ---- | ---- | ---- | ---- |
| 168  | ↘135 | ↗284 | ↘160 | ↗161 | ↘139 |